# Морія (Середзем'я)

Ілюстрація однієї з зал Морії (автор — Аллан Лі)

Морія (мовою гномів Казад-дум) — підземна країна Середзем'я, розташована над Келед-зарамом на сході Імлистих Гір. Її обширна мережа тунелів включала глибокі шахти, величезні зали, сполучені тунелями. Тут протягом багатьох тисяч років жили гноми династії Дуріна.

## Історія
Це місто-держава було засноване Дуріном Безсмертним протягом однієї з Ери зірок, за декілька тисяч років до Пробудження Людей. Спочатку Дурін жив під горою Ґундабад на півночі Туманних гір. Подорожуючи на південь, він досяг високогірного озера, де побачив віддзеркалення зірок у воді у вигляді корони, що виблискує над його головою. Прийнявши це як сприятливу ознаку, Дурін згодом зробив це місце своїм новим домом. Він назвав це озеро Дзеркальним, або Келед-зарамом, і воно залишалося священним місцем серед гномів, а місто, яке він заснував, він назвав Казад-Думом, що пізніше стало відоме як Морія.
Тут Дурін заснував клан Довгобородих, найстаровинніший з семи кланів гномів, ставши королем Дуріном із Казад-Дума. Згодом п'ятьом з його нащадків і спадкоємців давали його ім'я, оскільки вони були дуже схожі на свого прабатька.
На початку Другої епохи в Морію прийшлий багато гномів зі зруйнованих західних міст Ноґрод та Белеґост в Еред-Луїн. Гноми Казад-Дума тоді торгували, щоб підтримувати дружбу з царством ельфів-нолдор Ереґіоном, але ця дружба припинилася після створення Сауроном Персня Всевладдя і руйнування царства ельфів. Брами Казад-Дума були закриті, і Саурон не зміг увійти до цього місця.
Багатство Казад-Дума було не в сріблі чи золоті, а в дорогоцінному металі, мітрилі, який був знайдений тільки тут. У 1980 році Третьої епохи гноми, вичерпавши доступніші мітрилові жили, почали копати дуже глибоко і збудили потужне і таємниче зло, яке вони назвали Погибеллю Дуріна, оскільки воно вбило короля Дуріна VI того року, і наступного року Наїна, його сина. Гноми були неспроможні перемогти Погибель Дуріна або просто прогнати його, і тому були вимушені втекти з Казад-Дума. Після цього Казад-Дум став місцем страху, і ельфи назвали його Морією (Чорна Безодня).

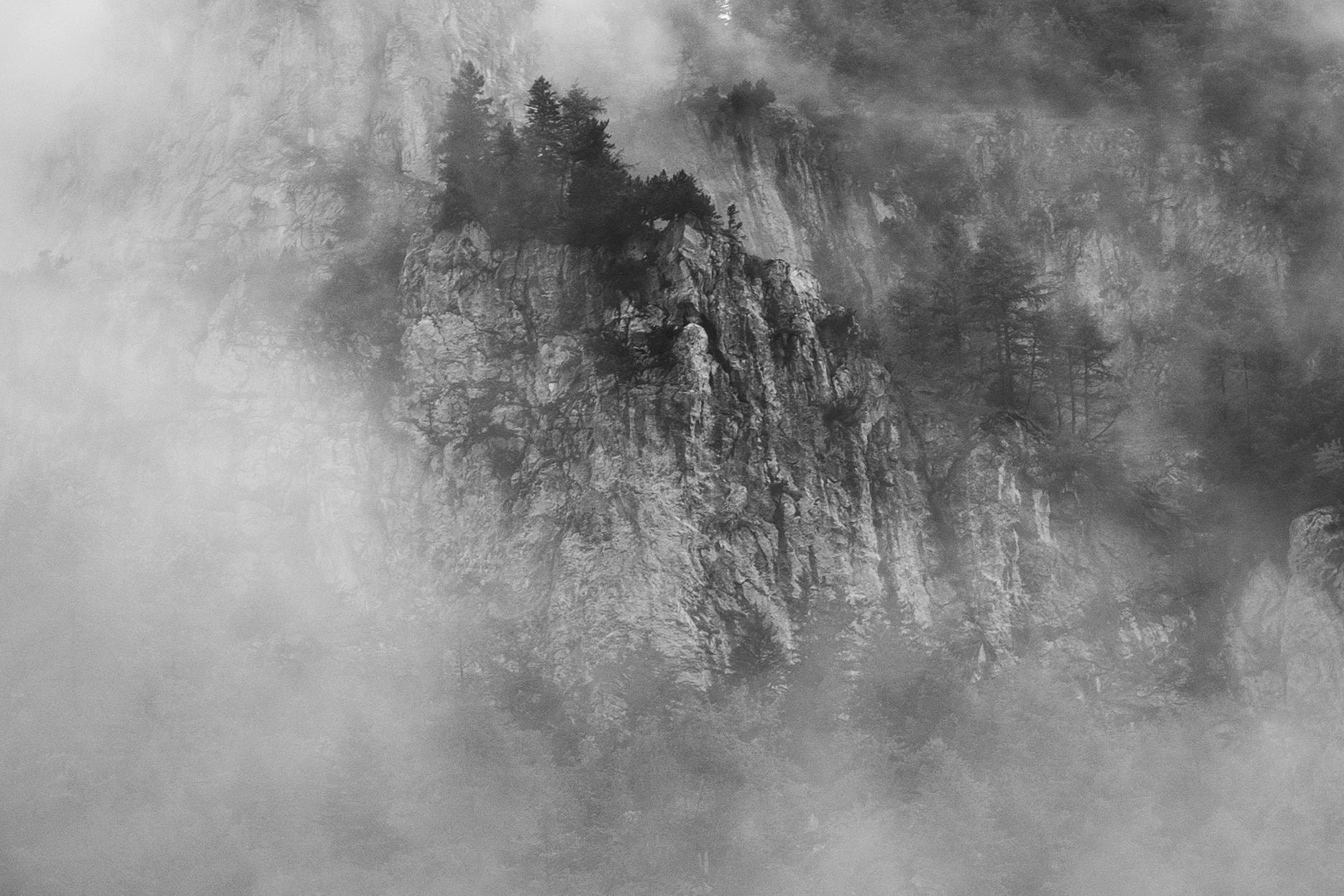
Туман в Альпах: Досвід, отриманий Толкієном під час візиту 1911 року, наштовхнув його на думку про труднощі, пов'язані з перетином Туманних гір.

Після цього орки Туманних гір зробили Морію своєю оселею, але в 2790 р. Трор, спадкоємець Дуріна, необачно спробував повторно зайняти свій спадковий будинок. Він був вбитий, і це вбивство розв'язало війну гномів та орків, яка досягла вищого напруження в дуже кривавій битві в Азанулбізарі за східними брамами Морії дев'ять років опісля. Гноми перемогли, але зазнали великих втрат і не зайняли Морію.
Декілька поколінь пізніше Балін, який супроводжував Більбо Торбина під час пошуку Еребору, описаного в «Гобіті», зібрав нову групу гномів, щоб знову обжити місто. Спочатку все було добре, але через декілька років цю групу знищили орки.
Під час подій «Володаря Перстенів», Морія знов стала місцем страху і жаху. Коли Фродо Торбин на шляху з Рівендолу разом з Братством Персня були зупинені обвалом, вони вирішили пройти через Морію. Там вони знайшли журнал Баліна та дізналися долю його експедиції. Вони були атаковані групою орків і побачили Погибель Дуріна. Ґандалф протистояв Демону на вузькому мосту біля руїн Східних воріт Морії, де вони впали у безодню. Хоча і Ґандалф, і Балроґ пережили падіння, вони продовжили свій епічний поєдинок від правічних глибинах під Морією до однієї з вершин гори, кінець кінцем знищивши вершину легендарних Безконечних сходин Казад-Дума.
Із смертю Балроґа шлях був нарешті вільний для Довгобородих, і Дурін VII нарешті привів своїх гномів назад, в їх довгоочікуванну старовинну батьківщину.